# Cocoliztli

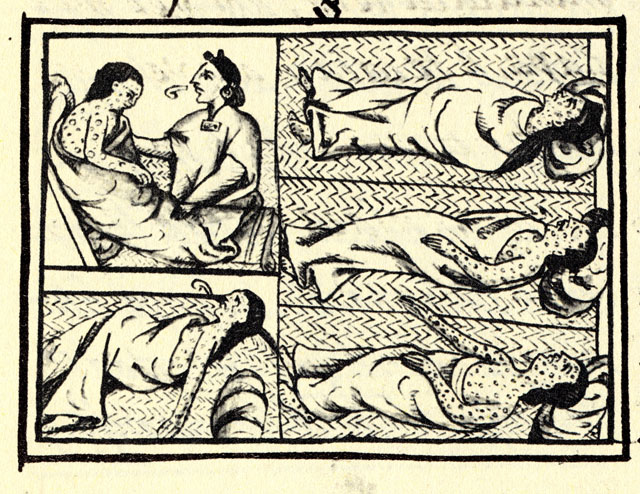
Indígenas enfermos de viruela, Códice Florentino.

El cocoliztli (en español: enfermedad, mal) fue una enfermedad que afectó a los nativos de la Nueva España, tras la llegada de los conquistadores españoles. Entre 1519 y 1600, la población indígena de México pasó de entre 15 y 30 millones a dos millones. Este colapso demográfico fue consecuencia, en gran medida, de una serie de epidemias de diversas enfermedades, entre ellas la viruela, el sarampión y el cocoliztli, que se creía una fiebre hemorrágica viral de origen desconocido. 
Sin embargo, en un estudio publicado en 2018, un grupo de investigadores propuso la Salmonella enterica, subespecie Paratyphi C, como agente causal de esta enfermedad.

## Historia

### Nombre
En la lengua náhuatl, la raíz coco está asociada al concepto de enfermedad. Cocoliztli significaba originalmente «enfermedad, mal, peste, epidemia». En el siglo XVI, a las epidemias se les denominaba cocoliztles. Sin embargo, el término perdió su significado original cuando la enfermedad comenzó a cobrar la vida de los nativos, indígenas y españoles, y nombraron a la enfermedad desconocida como cocoliztli o cocoliztle.

### Introducción de enfermedades

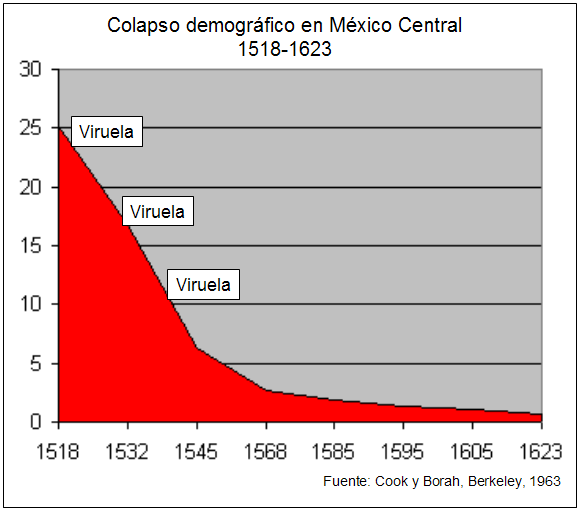
Colapso demográfico en México (1518-1623).

Como resultado de la llegada de los españoles a México, se introdujeron nuevas enfermedades, hasta ese entonces desconocidas para los nativos. Iniciando con la epidemia de viruela en Tenochtitlán de 1519, que se extendió a 1520 y que ocasionó la muerte de hasta ocho millones de personas, las nuevas enfermedades ocasionaron diversas epidemias que desembocaron en una catástrofe demográfica. A la viruela se sumó el sarampión, la parotiditis, el tifus, además de problemáticas como la desnutrición, la esclavitud, la explotación e incluso el alcoholismo.
Se estima que en 1519 la población indígena era de entre 15 y 30 millones de habitantes. No obstante, en 1600, esa cifra se redujo a dos millones. Basada en una estimación de 30 millones de habitantes, la mortalidad en este periodo fue del 93 %; con una población de 10 millones, habría sido del 80 %. La viruela, el sarampión y las paperas jugaron un papel importante, con al menos siete millones de muertes. Los cambios en el modo de vida y la llegada de agentes biológicos para los cuales los indígenas estaban indefensos propiciaron la «relativa selectividad» con la que se vieron afectados. La mayor cantidad de muertes fue causada por el cocoliztli, enfermedad desconocida para nativos y europeos.

### Cocoliztli
Del siglo XVII al XIX, se denominó matlazahuatl al cocoliztli. De 1545 a 1548 se desarrolló la primera epidemia de cocoliztli, que acabó con la vida de entre cinco y 15 millones de personas, alrededor del 80 % de la población nativa. Le sucedieron otras en 1576, 1736 y 1813. De acuerdo a Acuña Soto, Stahle, Cleaveland y Therrell (2002), en «términos absolutos y relativos» la epidemia de 1545 fue una de las «peores catástrofes demográficas en la historia de la humanidad».
En julio de 1576, se reportó la enfermedad en la Ciudad de México. A partir de agosto, se comenzó a propagar a otras ciudades como Culhuacán y Tecamachalco y al mes siguiente, ya se extendía de Sonora a Guatemala. Desde ese momento hasta marzo del año siguiente, ocurrieron la mayor cantidad de muertes de la epidemia. Se estima que de los cuatro millones de habitantes nativos, dos millones perdieron la vida.

[...] la espantosa epidemia que afligió á la colonia en los años 1576 y 1577, que sobre el inmenso número de víctimas que hizo, tuvo de notable que sólo cebó su saña en los naturales del país [...] Según los síntomas que mencionan los escritores de aquellos tiempos, la enfermedad parece haber sido un tifus ó más bien una fiebre tifoidea. [...] Insuficientes eran los hospitales establecidos para recibir á tan crecido número de enfermos; corto el número de hombre destinados para recoger y enterrar á los que sucumbían; faltaban sepulturas para tantos muertos, aunque se abrieron grandes zanjones en los cementerios de todos los templos, y se consagraban grandes campos en los alrededores de la ciudad y el número de cadáveres era tal que permanecían amontonados en las calles y en los patios de las casas durante muchos días.
Riva Palacio, Vicente (1890). «Historia del virreinato». México a través de los siglos II. México: Ballescá y compañía. pp. 431-432.

## Cuadro clínico
De acuerdo a las descripciones realizadas por el protomédico de la Nueva España, Francisco Hernández de Toledo, la enfermedad consistía en fiebres altas, fuertes cefaleas, vértigo, lengua seca y negra, orina negra o verdosa, disentería, dolor abdominal y torácico, delirios, convulsiones, diarrea, abscesos detrás del pabellón auricular, hemorragia abundante de nariz y oídos y la muerte al cabo de tres o cuatro días. El cirujano del Hospital Real de Naturales, Alonso López de Hinojosos, agregó la polidipsia y distinguió las formas clínicas de la enfermedad: «la primera fue pararse los enfermos atiriciados; la segunda fue apostemas tras las orejas; la tercera cámaras de sangre y flujo de sangre por la nariz (la cuarta)». En necropsias realizadas a los enfermos se observó agrandamiento y endurecimiento del hígado, hemorragia en los pulmones y esplenomegalia.
Alonso López coincidió en varios puntos de la descripción de Hernández, por ejemplo: «los enfermos tenían excesiva sed», «a los dos días se tornaban locos». La muerte era dolorosa aunque rápida —aproximadamente el 90 % de los enfermos moría después de cinco o seis días—. Entre los nativos, el cocoliztli era casi «inevitablemente» mortal. Inicialmente, los jóvenes fueron los más afectados, mientras que los ancianos «frecuentemente lograban vencerla». Más tarde, afectó «a todos los grupos de población sin diferencia de edad y sexo». Aunque los españoles no se vieron demasiado afectados por el cocoliztli, cuando adquirían la enfermedad regularmente seguía un «curso benigno». La enfermedad tuvo cierto grado de «polimorfismo», aunque la fiebre y la ictericia estaban siempre presentes, otros síntomas tuvieron una «frecuencia e intensidad variables».

## Estudios
Poco antes de la epidemia de 1576, el médico Francisco Bravo estudió la situación geográfica de la capital novohispana. Concluyó que «su ubicación, clima y ambiente lacustre la hacían propensa a padecer frecuentes epidemias».  En 1578, López de Hinojosos escribió que «[l]os astrólogos dijeron que la causa era la conjunción de ciertas estrellas. Los médicos decían que era pestilencia. Esto cuadró por ser tiempo de estío y no haber llovido muchos años había y por hacer excesivo frío y excesiva calor [...] Con estas causas y razones se creyó que era pestilencia [...]». López y Hernández coincideron en que la enfermedad era causada por «la conjunción de calor y humedad» y eran determinantes «los cambios bruscos de temperatura».
Ya durante la epidemia, en el Hospital Real de San José de los Naturales se practicaron unas de las primeras autopsias (también llamadas, en esa época, anatomías) con fines diagnósticos en la Nueva España. Agustín Dávila Padilla, un cronista dominico, escribió que Juan de la Fuente «hizo anatomía de un indio en el Hospital Real de México [...] para estudiar la dicha enfermedad y para poner remedio donde conocieron el daño».

[...] quienes orinaban con micción abundante y pálida, partidos [en la autopsia] mostraban el hígado muy hinchado, el corazón negro, manado un líquido pálido [amarillo] y después, sangre negra, el bazo y el pulmón negros y semi putrefactos; la atrabilis podía ser contemplada en su vasija, el vientre seco, y el resto del cuerpo, por cualquiera parte que fuese cortado, palidísimo.
[...] tenían los enfermos el hígado acirrado y muy duro, que se les paraba tan deforme que parecía hígado de toro y alzaba las costillas hacia arriba y hacía el pecho muy deforme [...] Los bofes o livianos tenían azules y secos; la hiel apostemada y opilada y muy grande; la cólera que dentro estaba se pudría y la cólera que quedaba fuera no podía entrar dentro. Por esta causa se paraban los heridos de este mal muy amarillos y atiriciados.
Hallazgos necrópsicos según Hernández (izquierda) y López de Hinojosos (derecha).

Dadas las creencias de la época, se mencionó a los planetas y cometas como los causantes de la enfermedad, a la ira divina que buscaba venganza por la idolatría e incluso las costumbres y complexión de los nativos. Agregando las condiciones climáticas, los médicos aseguraron que se trataba de una pestilencia.

## Respuesta
[...] los religiosos y las mujeres acudían solícitos á las casas de los apestados llevándoles los consuelos de la religión, alimentos, ropa y medicina. [...] el virey don Martín Enríquez y el arzobispo, que entonces lo era ya don Pedro Moya de Contreras, quisieron al principio de la epidemia ocurrir al remedio de aquella plaga, estableciendo hospitales en los que gastaron grandes cantidades; pero aquel recurso no correspondía á la magnitud del mal. [...] Nada avanzaron el doctor de la Fuente y sus compañeros, y el virey y el arzobispo apelaron á la evangélica caridad de las órdenes religiosas [...] aquel llamamiento tuvo eco tan poderoso en esos nobles corazones que religiosos y señoras se pusieron inmediatamente en actividad y salieron por todas partes llevando á los infelices enfermos el consuelo y el auxilio.
Riva Palacio, Vicente (1890). «Historia del virreinato». México a través de los siglos II. México: Ballescá y compañía. p. 432.

En relación con la epidemia de 1576, debido a la trascendencia de la enfermedad, las autoridades se vieron obligadas a tomar «medidas extremas». El virrey Martín Enríquez de Almansa envió a grupos de personas a visitar a los enfermos, pidió la opinión de médicos y ordenó a los religiosos confesar a los afectados. También organizó «procesiones y rogativas». Las órdenes religiosas (franciscanos, agustinos, jesuitas y dominicos) se dividieron la ciudad por barrios y asumieron diversas tareas: administraban los sacramentos, daban alimentos, ropas y medicinas, hacían retirar y enterrar los cadáveres y recogían a los niños huérfanos.
Estos descubrimientos llevaron a Hernández a creer que la causa de la enfermedad era «veneno» (término utilizado en esa época para hacer referencia a la alteración de los humores del organismo y a enfermedades que iban «más allá de los límites comunes de la naturaleza humana»), por lo que recomendó utilizar la triaca. No obstante, el hecho de ser recomendada en Europa contra la peste, le obligó a modificar el tratamiento, dando preferencia a un remedio indígena, el coanenepilli. A pesar de varias modificaciones más, el remedio fue inútil y «la mortandad no disminuyó». El uso de plantas nativas como tratamiento es uno de «los rasgos más representativos de aculturación inversa que experimentó la medicina occidental en México».

## Consecuencias

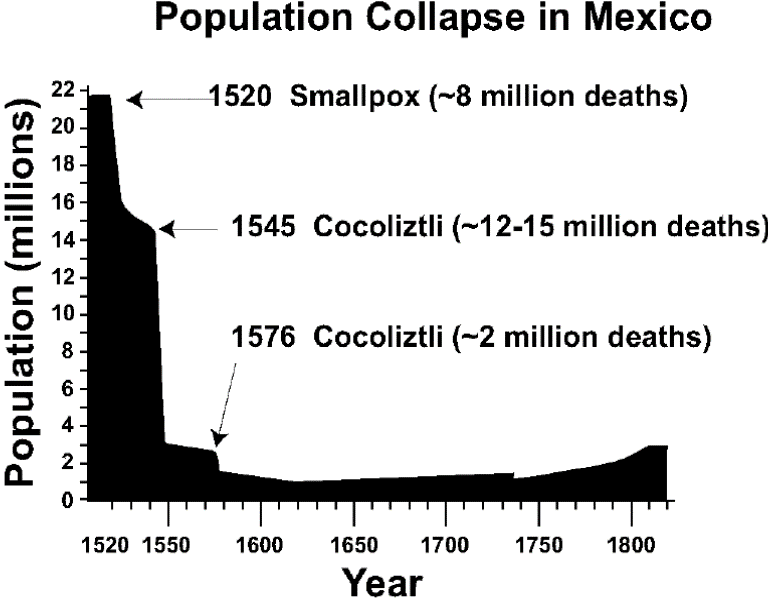
Colapso poblacional en México en el.

Según Acuña Soto, Stahle, Therrell, Gómez Chávez y Cleaveland (2005), entre 1540 y 1625 se registró una fuerte sequía en Norteamérica y Mesoamérica, la peor en los últimos 1000 años. Se cree que inició en el centro de México y, posteriormente, se extendió a Estados Unidos y Canadá. No obstante, las epidemias de 1545 y 1576 ocurrieron «durante cortos episodios» de lluvias. Se cree que el cocoliztli fue una fiebre hemorrágica transmitida por roedores. Las condiciones climáticas propiciaron el contacto entre humanos y roedores (que buscan comida durante las sequías y proliferan durante las lluvias). En similares condiciones, hubo otras epidemias en 1736 y 1813. En 1815, finalizó la última epidemia. Dada su «misteriosa» desaparición, se ha planteado la posibilidad de una reemergencia de la enfermedad.
Respecto al patógeno, se ha pensado en algún virus del complejo Tacaribe o alguno asociado a roedores nativos del país. Además de fiebre hemorrágica, se ha considerado que el cocoliztli se pudo tratar de fiebre amarilla, infección viral, paludismo o tifo. Las epidemias, en las que probablemente influyeron las condiciones «más deficientes de vida de los sectores más afectados», causaron el abandono de ciudades, campos, minas e industrias.
El colapso demográfico del siglo XVI provocó «catastróficos e irreversibles» daños a la sociedad mesoamericana. Especialmente las epidemias de cocoliztli, que provocaron una «avasallante» disminución de la población indígena, por lo que Mesoamérica pasó de ser una «sociedad mayoritariamente indígena a una sociedad predominantemente mestiza», creando la «cultura y demografía del México moderno». Fueron necesarios 400 años para que el país recuperara el nivel de población de 1544.

## Investigaciones
En un estudio publicado en 2018 en Nature Ecology & Evolution, un grupo de investigadores identificó Salmonella enterica en restos óseos de decenas de humanos enterrados —de acuerdo con la datación por radiocarbono— durante la epidemia de 1545 en Teposcolula-Yucundaa, Oaxaca. El panteón se descubrió a inicios del siglo y se encontraron hasta 800 enterrados. Los científicos analizaron la pulpa dentaria de veinticuatro individuos e identificaron la presencia del patógeno, hallándose en diez la marca genética de la subespecie Paratyphi C de la S. enterica. Los autores han resaltado en su estudio que la epidemia probablemente estuviera causada por la combinación del patógeno junto con un contexto social concreto, sugiriendo que una sequía y los cambios sociales impuestos por la colonización, como el reasentamiento de los nativos (en pueblos de indios y reducciones), afectaron los hábitos higiénicos de la población y que esto facilitó la aparición de la epidemia. En la discusión, los autores indicaron que sus hallazgos «contribuyen al debate relacionado con el agente causal de la epidemia en Teposcolula-Yucundaa, donde proponemos que se considere al [Salmonella paratyphi C]».